# Kisenge
Kisenge est un village de la province de Lualaba, situé au sud de la République démocratique du Congo, près de la frontière avec l'Angola.

## Géographie

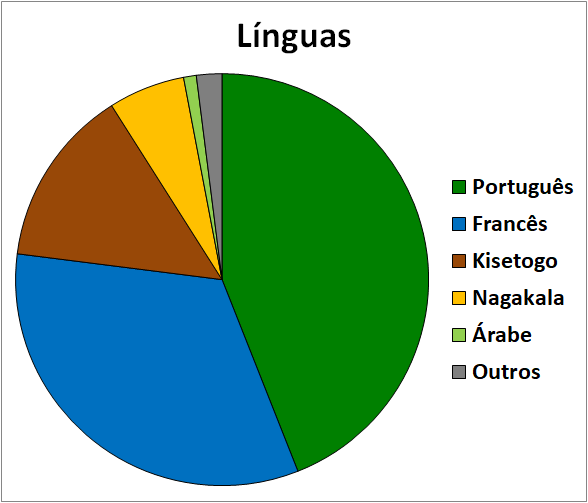
Langues à Kisenge (2019)

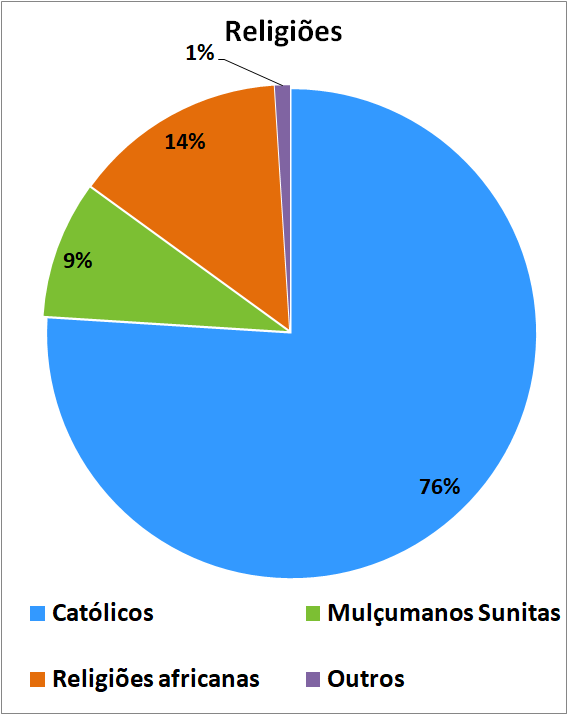
Religions à Kisenge

### Climat
Le climat est tropical et le village est entouré de forêts denses. Entre mai et septembre, il pleut beaucoup dans la localité.

### Population
Il n'y a pas de données précises sur la population du village. Cependant, on estime qu'elle compte 3500 habitants.
La grande majorité de la population du village est chrétienne catholique, mais il existe de petites minorités de musulmans sunnites et de religions traditionnelles africaines.
Jusqu'en 1940, l'écrasante majorité de la population parlait le kisetogo ou le nagakala, des langues basées sur la famille linguistique bantoue. Cependant, à partir de 1940, la langue française a également commencé à être présente dans la localité. En 1975, avec le Portugal quittant ses colonies africaines et avec l'indépendance de l'Angola, des dizaines d'émigrants angolais ont émigré à Kisenge. Ainsi, au cours des dernières décennies, la langue portugaise a été assimilée par la population et près de la moitié de la population parle déjà couramment le portugais et comme première langue. Un autre facteur expliquant le nombre croissant de lusophones dans le village est l'important investissement du Brésil et de l'Angola et, dans une moindre mesure, du Portugal.

## Économie
Kisenge possède l'une des principales mines de la province de Lualaba, sa production étant drainée par la branche de Kisenge du chemin de fer de Benguela. Le projet a démarré en 2013, lorsqu'une entreprise brésilienne a construit un complexe d'exploration de minéraux et de métaux, employant près de 40% de la population totale.
Auparavant, l'économie du village était principalement soutenue par la déforestation de la forêt et la vente de bois. En 2007, une société à capitaux angolais et kényans a acheté de grandes parties de terres pour la déforestation, employant une grande partie de la population.
Les investissements récents du Portugal et de la France ont conduit à la construction du premier centre de santé et d'une école bilingue (portugais et français). En 2011, les investissements chinois ont conduit à la construction d'une grande usine de peinture, même si cette usine employait environ 25% de la population, elle a pollué le lac du village. En outre, l'entreprise a commencé à construire une école pour apprendre le chinois et un petit complexe d'appartements pour loger les travailleurs chinois. En 2012, la population s'est révoltée et a détruit les bâtiments. Actuellement, la construction de ces bâtiments a été abandonnée,.

## Infrastructure
Le village possède l'une des branches du chemin de fer de Benguela, qui sert principalement au transport des minerais. La branche relie le village de Kisenge à la ville de Divuma.